# Юнокомунарівська міська рада
Юнокомунарівська міська́ ра́да — орган місцевого самоврядування у складі Єнакієвської міської ради Донецької області. Адміністративний центр — місто Юнокомунарівськ.

## Загальні відомості
- Населення ради: 18525 осіб (станом на 2001 рік)

## Населені пункти
Міській раді підпорядковані населені пункти:
- м. Юнокомунарівськ
- смт Дружне

## Склад ради
Рада складається з 30 депутатів та голови.
- Голова ради: Роленко Олександр Вікторович

### Депутати
За результатами місцевих виборів 2010 року депутатами ради стали:

#### За суб'єктами висування
| Суб'єкт висування                 | Кількість обраних депутатів | %    |
| --------------------------------- | --------------------------- | ---- |
| Партія регіонів                   | 26                          | 86,7 |
| Комуністична партія України       | 2                           | 6,7  |
| Політична партія «Сильна Україна» | 2                           | 6,7  |

#### За округами
| № округу                          | Прізвище, ім'я, по батькові      | Дата визнання обраним | Освіта                    | Партійна приналежність            | Відомості про обраного депутата |
| --------------------------------- | -------------------------------- | --------------------- | ------------------------- | --------------------------------- | --- |
| Комуністична партія України       |                                  |                       |                           |                                   | |
| б/м                               | Бережной Іван Миколайович        | 01.11.2010            | Освіта середня            | член Комуністичної партії України | Санаторій-профілакторій «Лєсной», слюсар                                                                                                   |
| б/м                               | Бережна Тетяна Олександрівна     | 01.11.2010            | Освіта середня спеціальна | член Комуністичної партії України | домогосподарка |
| Партія регіонів                   |                                  |                       |                           |                                   | |
| б/м                               | Усенков Сергій Михайлович        | 01.11.2010            | Освіта вища               | член Партії регіонів              | Юнокомунарівська міська рада, секретар ради                                                                                                |
| б/м                               | Долуденко Сергій Васильович      | 01.11.2010            | Освіта вища               | член Партії регіонів              | Навчально-виховний комплекс № 13, вчитель                                                                                                  |
| б/м                               | Пилипенко Людмила Миколаївна     | 01.11.2010            | Освіта вища               | член Партії регіонів              | Структурний підрозділ Шахта «Єнакієвська» Державного підприємства «Орджонікідзевугілля», провідний інженер                                 |
| б/м                               | Гризлов Артем Валерійович        | 01.11.2010            | Освіта вища               | член Партії регіонів              | Єнакієвський професійний ліцей, викладач                                                                                                   |
| б/м                               | Анохін Володимир Володимирович   | 01.11.2010            | Освіта вища               | член Партії регіонів              | Еколого-натуралістичного центру учнівської молоді, директор                                                                                |
| б/м                               | Арцев Євген Юрійович             | 01.11.2010            | Освіта вища               | член Партії регіонів              | ВАТ «Атолл», директор |
| б/м                               | Башилов Олександр Миколайович    | 01.11.2010            | Освіта вища               | член Партії регіонів              | приватний підприємець |
| б/м                               | Бившева Марина Володимирівна     | 01.11.2010            | Освіта середня            | член Партії регіонів              | шахта «Юний комунар», гірничий диспетчер                                                                                                   |
| б/м                               | Реутова Ірина Олександрівна      | 01.11.2010            | Освіта вища               | член Партії регіонів              | навчально-виховний комплекс № 11, педагог-організатор                                                                                      |
| б/м                               | Димченко Надія Миколаївна        | 01.11.2010            | Освіта середня            | член Партії регіонів              | Структурний підрозділ Шахта «Єнакієвська» Державного підприємства «Орджонікідзевугілля», машиніст                                          |
| б/м                               | Квіленко Олександр Юрійович      | 01.11.2010            | Освіта незакінчена вища   | член Партії регіонів              | Структурний підрозділ Шахта «Єнакієвська» Державного підприємства «Орджонікідзевугілля», гірничий майстер                                  |
| 1                                 | Єгорченко Любов Михайлівна       | 01.11.2010            | Освіта вища               | член Партії регіонів              | Структурний підрозділ Шахта «Полтавська» Державного підприємства «Орджонікідзевугілля», провідний інженер гірничих робіт                   |
| 2                                 | Кононова Алевтина Вікторівна     | 01.11.2010            | Освіта вища               | член Партії регіонів              | Навчально-виховний комплекс № 13, директор                                                                                                 |
| 3                                 | Друкар Галина Олександрівна      | 01.11.2010            | Освіта вища               | член Партії регіонів              | Дошкільний навчальний заклад № 20, завідувач                                                                                               |
| 4                                 | Мартиненко Жанна Володимирівна   | 01.11.2010            | Освіта середня спеціальна | член Партії регіонів              | КЛПУ «Поліклініка № 4», головна медична сестра                                                                                             |
| 5                                 | Добровольська Людмила Миколаївна | 01.11.2010            | Освіта вища               | член Партії регіонів              | Навчально-виховний комплекс № 13, вчитель                                                                                                  |
| 6                                 | Паршикова Наталя Петрівна        | 01.11.2010            | Освіта вища               | член Партії регіонів              | КЛПУ «Поліклініка № 4», медична сестра |
| 7                                 | Антонов Олександр Іванович       | 01.11.2010            | Освіта незакінчена вища   | член Партії регіонів              | Структурний підрозділ Шахта «Єнакієвська» Державного підприємства «Орджонікідзевугілля», голова профспілкового комітету                    |
| 8                                 | Ніколенко Тетяна Федорівна       | 01.11.2010            | Освіта середня            | член Партії регіонів              | Структурний підрозділ Шахта «Єнакієвська» Державного підприємства «Орджонікідзевугілля», завідувачка їдальні                               |
| 9                                 | Кучумов Юрій Вікторович          | 01.11.2010            | Освіта середня            | член Партії регіонів              | Структурний підрозділ Шахта «Єнакієвська» Державного підприємства «Орджонікідзевугілля», кріпильник дільниці підготовчих робіт             |
| 10                                | Іващенко Ігор Іванович           | 01.11.2010            | Освіта середня            | член Партії регіонів              | Структурний підрозділ Шахта «Полтавська» Державного підприємства «Орджонікідзевугілля», начальник дільниці                                 |
| 11                                | Мухаметдінов Альберт Назіпович   | 01.11.2010            | Освіта середня спеціальна | член Партії регіонів              | Структурний підрозділ Шахта «Єнакієвська» Державного підприємства «Орджонікідзевугілля», гірничий майстер дільниці ВТБ                     |
| 12                                | Унанян Тетяна Вікторівна         | 01.11.2010            | Освіта середня            | член Партії регіонів              | Структурний підрозділ Шахта «Єнакієвська» Державного підприємства «Орджонікідзевугілля», майстер дільниці ПТК                              |
| 13                                | Задорожна Мірослава Валеріївна   | 01.11.2010            | Освіта вища               | член Партії регіонів              | Структурний підрозділ Шахта «Єнакієвська» Державного підприємства «Орджонікідзевугілля», заступник директора з охорони праці               |
| 14                                | Ткачик Олександр Петрович        | 01.11.2010            | Освіта вища               | член Партії регіонів              | Структурний підрозділ Шахта «Єнакієвська» Державного підприємства «Орджонікідзевугілля», помічник начальника дільниці шахтного транспор-ту |
| 15                                | Паньків Євгеній Семенович        | 01.11.2010            | Освіта середня            | член Партії регіонів              | ТОВ " ФК «Лідер», менеджер |
| Політична партія «Сильна Україна» |                                  |                       |                           |                                   | |
| б/м                               | Федосов Денис Олександрович      | 01.11.2010            | Освіта вища               | позапартійний                     | ВАТ «ЄМЗ», слюсар |
| б/м                               | Сушко Тетяна Олексіївна          | 01.11.2010            | Освіта вища               | позапартійна                      | приватний підприємець |